# الحجؤ (بعدان)

تعديل مصدري - تعديل

الحجؤ هي إحدى قرى عزلة الحيث بمديرية بعدان التابعة لمحافظة إب، بلغ تعداد سكانها 271 نسمة حسب تعداد اليمن لعام 2004.